# 菲利普·波佐·迪博戈
菲利普·波佐·迪博戈（法語：Philippe Pozzo di Borgo，1951年2月14日—2023年6月2日）出生於法屬突尼西亞裔的摩洛哥人，是科西嘉世代的貴族家族成員，因為個人的特殊遭遇，他的故事2004年被拍攝為紀錄片《À la vie, à la mort》（生死攸關），接下來2011年被翻拍為法國電影《逆轉人生》、2016年的印度電影《呼吸》、同年阿根廷電影《Inseparables》，2019年又被美國翻拍喜劇劇情片《活個精彩》。

## 生平
他出生在歐陸的貴族世家，其父親同時被封為公爵和伯爵，並且世代擁有法國兰斯的香檳酒莊波馬瑞香檳酒莊。1993年在薩瓦省玩滑翔傘時發生嚴重意外，造成頸椎神經損傷和全身癱瘓、其妻Béatrice Roche（比阿特麗斯·羅奇）三年後癌症死亡，時年42歲事發三年陷入人生的低潮，直到遇見他的照護員Abdel Yasmin Sellou（阿卜杜勒·亞斯明·塞盧）改變人生。
阿卜杜勒·亞斯明·塞盧當時是剛剛假釋的更生人，而且沒有任何護理或是照護的經驗，但是菲利普·波佐·迪博戈覺得此人性格特別，因此大膽啟用阿卜杜勒成為他的照顧員，沒想到這樣一做他的照護員做了15年，兩人生活背景非常極端，卻意外讓菲利普·波佐·迪博戈得到最好的照顧。
後來2002年接受法國電視三台的節目採訪，世人漸漸知道了這個特殊的主僕故事，他的故事被改編成多個國家的多部電影，而且阿卜杜勒·亞斯明·塞盧甚至獲得電視節目的演出機會，徹底改變個人的人生。
2014年兩人到摩洛哥旅遊後，菲利普·波佐·迪博戈認識了第二任妻子Khadija Pozzo di Borgo，婚後兩人並育有兩個女兒，阿卜杜勒·亞斯明·塞盧才結束了15年的照顧生涯，菲利普·波佐·迪博戈此後也成為殘疾人旅遊服務的贊助人。
菲利普·波佐·迪博戈將自己的人生，寫出多部勵志的書籍，並且到第一線主張反安樂死。他因為得到良好的照顧，他72歲時在馬拉喀什逝世，安葬在南科西嘉省的教堂。

## 受獎
- 2012年：法國榮譽軍團勳章[10]
- 2012年：德國殘奧會媒體獎